# Жанатлек (Зерендинський район)
Жанатле́к (каз. Жаңатілек) — село у складі Зерендинського району Акмолинської області Казахстану. Входить до складу сільського округу імені Сакена Сейфулліна.
Населення — 52 особи (2021; 117 у 2009, 157 у 1999, 152 у 1989).
Національний склад станом на 1989 рік:
- казахи — 100 %.